# Cyclanorbis
Cyclanorbis – rodzaj żółwi z rodziny żółwiakowatych (Trionychidae).

## Zasięg występowania
Rodzaj obejmuje gatunki występujące w Afryce (Senegal, Gambia, Gwinea Bissau, Liberia, Wybrzeże Kości Słoniowej, Mali, Burkina Faso, Ghana, Togo, Benin, Niger, Nigeria, Kamerun, Czad, Sudan, Sudan Południowy, Republika Środkowoafrykańska i Gwinea Równikowa).

## Systematyka

### Etymologia
- Cryptopus: gr. κρυπτος kruptos „ukryty”[9]; πους pous, ποδος podos „stopa”[10]. Gatunek typowy: Cryptopus senegalensis A.M.C. Duméril & Bibron, 1835; młodszy homonim Cryptopus Latreille, 1829 (Crustacea).
- Cyclanorbis: gr. κυκλος kuklos „krąg, koło”[11]; przedrostek negatywny αν an[12]; łac. orbis „koło, okrąg”[13].
- Cyclanosteus: gr. κυκλος kuklos „krąg, koło”[11]; przedrostek negatywny αν an[12]; οστεον osteon „kość”[14]. Gatunek typowy: Cyclanorbis petersii J.E. Gray, 1852 (= Cryptopus senegalensis A.M.C. Duméril & Bibron, 1835).
- Tetrathyra: gr. τετρα- tetra- „czworo-”, od τεσσαρες tessares „cztery”[15]; θυρα thura „drzwi”[16]. Gatunek typowy: Cryptopus senegalensis A.M.C. Duméril & Bibron, 1835.
- Baikiea: William Balfour Baikie (1825–1864), szkocki podróżnik, przyrodnik i filolog[6]. Gatunek typowy: Baikiea elegans J.E. Gray, 1869.

### Podział systematyczny
Do rodzaju należą następujące gatunki: 
- Cyclanorbis elegans (J.E. Gray, 1869)
- Cyclanorbis senegalensis (A.M.C. Duméril & Bibron, 1835)